# ニック・プライス
ニコラス・レイモンド・レイジ・プライス（Nicholas Raymond Leige Price, 1957年1月28日 - ）は、ジンバブエのプロゴルファー。1990年代を代表するゴルファーの1人として、メジャー大会通算「3勝」を挙げた名選手として知られる。1993年と1994年の2年連続でアメリカPGAツアー賞金王（賞金ランキング1位）になり、1994年は世界ランキングでも年間最終ランキング1位に輝いた。PGAツアーでメジャー3勝を含む通算18勝、国際試合で24勝を挙げる。

## プロフィール
ニック・プライスの出身地は南アフリカ・ダーバンであるが、8歳の時にジンバブエ（当時の国名はローデシア）に引っ越した。彼がゴルフを始めたのはその後だったという。17歳の時にアメリカ・カリフォルニア州サンディエゴにある「トーリー・パインズ・ゴルフクラブ」（Torrey Pines）で行われる「世界ジュニアゴルフ選手権」で優勝し、1977年に20歳でプロ入り。1978年からヨーロッパツアーに参戦を開始し、1980年の「キヤノン・ヨーロピアン・マスターズ」で優勝した。1983年に「NECワールドシリーズ・オブ・ゴルフ」（現在のブリヂストン招待選手権）でアメリカPGAツアー初優勝。しかし、その後に数年間の低迷期が訪れ、プライスのゴルフ経歴が開花したのは1990年代に入ってからであった。
1991年にPGAツアーの「バイロン・ネルソン・クラシック」と「カナディアン・オープン」に優勝してから、プライスは全盛期を迎える。1992年の第74回全米プロゴルフ選手権では4日間アンダーパーで廻り、メジャー大会初優勝を達成。1993年はPGAツアーで年間4勝を挙げたが、その中にはメジャー大会に次ぐ規模を誇る「プレーヤーズ選手権」（3月最終週）の優勝も含まれている。1994年、ニック・プライスはジ・オープンと全米プロゴルフ選手権でメジャー大会2連勝を成し遂げ、メジャー通算「3勝」を飾った。ジ・オープンはターンベリー開催で、最終日に16番ホールでバーディ、17番ホールで約20mのイーグルパットを決めて、12アンダーパーで2位のイェスペル・パルネヴィクに1打差での優勝であった。全米プロゴルフ選手権は2年ぶり2度目の優勝となる。これでプライスは1993年と1994年の2年連続でPGAツアーの賞金王となり、「年間最優秀選手」にも選出された。1994年はメジャー大会2連勝もあり、世界ランキングでも年間最終ランキング1位になっている。なお、3勝を挙げたメジャー大会では、1997年6月に白血病で亡くなった"スクイーキー（Squeeky）"ジェフ・メドレンがキャディを務めた。
プロゴルファーの国際化にともなって、1994年からヨーロッパ出身者以外の国際選手たちがアメリカ選抜チームと戦う新しい団体戦「プレジデンツカップ」が創設された。ライダーカップはアメリカ選抜チームとヨーロッパ出身者のみに限定されているため、同じ方式の団体戦としてプレジデンツカップを新設し、ライダーカップと交互に開催することになったのである。ニック・プライスはジンバブエのゴルファーとして、第1回大会の1994年大会からずっと「国際選抜チーム」に参加し、2003年大会まで5回連続で出場した。
その後の成績は、1999年に日本の「サントリーオープン」で優勝がある。最近は2002年5月にPGAツアーの「マスターカード・コロニアル」で優勝した。2002年に、プライスは「ペイン・スチュワート賞」（1999年に飛行機事故死したペイン・スチュワートの功績を讃えて設けられた）を受賞し、2003年に世界ゴルフ殿堂入りを果たした。プライスはまた、南アフリカや南米などを中心にゴルフコースの設計にも携わっている。2007年からは、50歳以上の選手を対象とする「チャンピオンズツアー」に転戦を開始した。

## プロ優勝歴(50勝)

### PGAツアー (18)
| Legend                |
| メジャー大会 (3)      |
| Regular PGA Tour (15) |

| No. | Date        | Tournament                                     | 優勝スコア            | 2位との差 | 2位(タイ)                                                                  |
| --- | ----------- | ---------------------------------------------- | --------------------- | --------- | -------------------------------------------------------------------------- |
| 1   | 28 Aug 1983 | ワールドシリーズ・オブ・ゴルフ                 | −10 (66-68-69-67=270) | 4打差     | ジャック・ニクラス                                                         |
| 2   | 5 May 1991  | GTEバイロン・ネルソン・クラシック              | −18 (68-64-70-68=270) | 1打差     | クレイグ・スタドラー                                                       |
| 3   | 8 Sep 1991  | カナディアン・オープン                         | −15 (69-68-65-69=273) | 2打差     | グレグ・ノーマン                                                           |
| 4   | 16 Aug 1992 | 全米プロゴルフ選手権                           | −6 (70-70-68-70=278)  | 3打差     | ジョン・クック, ニック・ファルド, ジム・ギャラガー・Jr, ジーン・サウアーズ |
| 5   | 25 Oct 1992 | H.E.B.テキサス・オープン                       | −25 (67-62-66-68=263) | Playoff   | スティーブ・エルキントン                                                   |
| 6   | 28 Mar 1993 | ザ・プレーヤーズ・チャンピオンシップ           | −18 (64-68-71-67=270) | 5打差     | ベルンハルト・ランガー                                                     |
| 7   | 27 Jun 1993 | キヤノン・グレーター・ハートフォード・オープン | −17 (65-70-69-65=271) | 1打差     | ロジャー・マルトビー, ダン・フォルスマン                                   |
| 8   | 4 Jul 1993  | スプリント・ウェスタン・オープン               | −19 (66-71-67-67=269) | 5打差     | グレグ・ノーマン                                                           |
| 9   | 1 Aug 1993  | フェデックス・セントジュード・クラシック       | −22 (69-65-66-66=266) | 3打差     | ジェフ・マガート, リック・フェール                                         |
| 10  | 13 Mar 1994 | ホンダ・クラシック                             | −12 (70-67-73-66=276) | 1打差     | クレイグ・パリー                                                           |
| 11  | 29 May 1994 | サウスウェスタン・ベル・コロニアル             | −14 (65-70-67-64=266) | Playoff   | スコット・シンプソン                                                       |
| 12  | 1 Jul 1994  | モトローラ・ウェスタン・オープン               | −11 (67-67-72-71=277) | 1打差     | グレグ・クラフト                                                           |
| 13  | 17 Jul 1994 | 全英オープン                                   | −12 (69-66-67-66=268) | 1打差     | イェスパー・パーネビック                                                   |
| 14  | 14 Aug 1994 | 全米プロゴルフ選手権                           | −11 (67-65-70-67=269) | 6打差     | コリー・ペイビン                                                           |
| 15  | 11 Sep 1994 | ベル・カナディアン・オープン                   | −13 (67-72-68-68=275) | 1打差     | マーク・カルカベッキア                                                     |
| 16  | 20 Apr 1997 | MCIクラシック                                  | −15 (65-69-69-66=269) | 6打差     | ブラッド・ファクソン, イェスパー・パーネビック                             |
| 17  | 2 Aug 1998  | フェデックス・セントジュード・クラシック       | −20 (65-67-70-66=268) | Playoff   | ジェフ・スルーマン                                                         |
| 18  | 19 May 2002 | マスターカード・コロニアル                     | −13 (69-65-66-67=267) | 5打差     | ケニー・ペリー, デビッド・トムズ                                           |

### 欧州ツアー (5)
- 1980 スイス・オープン
- 1985 トロフィー・ランコム（英語版）
- 1994 全英オープン
- 1997 ディメンション・データ・プロアマ（英語版）, 南アフリカプロ (南アツアー共催)

### 日本ツアー優勝 (1)
- 1999 サントリーオープン

### サンシャインツアー優勝 (10)
- 1979 Asseng TV Challenge Series
- 1981 南アフリカマスターズ
- 1982 Sigma Vaals Reef Open
- 1985 ICL International
- 1993 ICL International
- 1994 ICL International
- 1995 Alfred Dunhill Challenge
- 1997 ディメンション・データ・プロアマ（英語版）, 南アフリカプロ (欧州ツアー共催)
- 1998 ディメンション・データ・プロアマ

### その他優勝 (15)
- 1981 San Remo Masters (Italy – not a European Tour event)
- 1989 南オーストラリアオープン
- 1992 Air New Zealand/Shell Open, PGAグランドスラム・オブ・ゴルフ
- 1993 ネッドバンク・ゴルフチャレンジ
- 1995  ハサン2世ゴルフ・トロフィー (モロッコ), ジンバブエ・オープン
- 1997 ジンバブエ・オープン, ネッドバンク・ゴルフチャレンジ, Gillette Tour Challenge Championship (with ジム・コルベルト（英語版） and ケリー・ロビンズ（英語版）)
- 1998 ジンバブエ・オープン, ネッドバンク・ゴルフチャレンジ
- 2001 CVS Charity Classic (with マーク・カルカベッキア（英語版）)
- 2006 CVS/pharmacy Charity Classic (with ティム・クラーク（英語版）; unofficial event)
- 2009 CVS Caremark Charity Classic (with デビッド・トムズ; unofficial event)

### チャンピオンズツアー (4)
| No. | Date        | Tournament                                             | 優勝スコア         | 2位との差 | 2位(タイ)                             |
| --- | ----------- | ------------------------------------------------------ | ------------------ | --------- | ------------------------------------- |
| 1   | 19 Apr 2009 | アウトバック・ステーキハウス・プロアマ                 | −9 (66-67-71=204)  | 2打差     | ラリー・ネルソン                      |
| 2   | 25 Apr 2010 | Liberty Mutual Legends of Golf (with マーク・オメーラ) | −28 (62-64-62=188) | Playoff   | ジョン・クック & ジョーイ・シンデラー |
| 3   | 6 Jun 2010  | Principal Charity Classic                              | −14 (67-65-67=199) | 4打差     | トミー・アーマー3世                   |
| 4   | 13 Mar 2011 | 東芝クラシック                                         | −17 (60-68-68=196) | 1打差     | マーク・ウィービー                    |

## チーム代表歴
- 1976年：アイゼンハワートロフィー（ジンバブエ代表として）
- ワールドカップ・オブ・ゴルフ（1978年南アフリカ代表として、1993年ジンバブエ代表として）